# Marin Niculescu
Marin Niculescu (ur. 4 marca 1923 w Bukareszcie, zm. 2 maja 2015 tamże) – rumuński kolarz szosowy. Reprezentant Rumunii na Letnich Igrzyskach Olimpijskich 1952 w Helsinkach. Na igrzyskach uczestniczył w wyścigu indywidualnym ze startu wspólnego, w którym zajął 41. miejsce. Zwycięzca jednego etapu w Wyścigu Pokoju w 1949.